# Bereshit (parasha)
 (avril 2021).
- Si vous ne connaissez pas le sujet, laissez ce bandeau (vous pouvez alors contacter les auteurs).
- Si vous supprimez le contenu mis en cause (vous pouvez préalablement contacter les auteurs),

argumentez précisément cette suppression dans la page de discussion
(un manque de référence n'est pas un argument ; une recherche réelle de référence doit avoir été effectuée, être formellement documentée).
 (avril 2021).
Pour les articles homonymes, voir Bereshit.

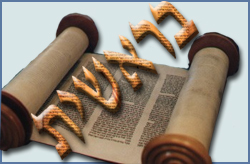
Bereshit sur un rouleau de Torah.

Bereshit (hébreu : בראשית « au commencement de ») est la première section hebdomadaire du cycle annuel de lecture de la Torah. Elle est lue lors du premier chabbat qui suit la fête de Sim'hat Torah (généralement en octobre) et correspond à Genèse 1:1-6:8.  
La parasha s’ouvre sur les récits de la création (מעשה בראשית Ma'asse Bereshit), clés de voûte de la philosophie, de l’éthique et de la tradition ésotérique juives ainsi que pierre d’achoppement avec le polythéisme et la philosophie grecque. Elle se poursuit avec le récit des origines de l’humanité, s’achevant avec l’introduction de Noé, protagoniste de la section hebdomadaire suivante.

## Résumé

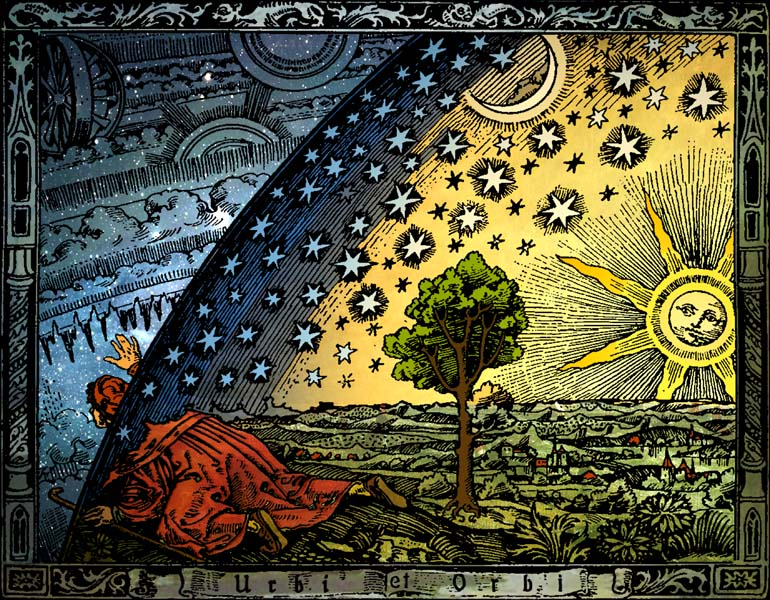
Une représentation colorisée de la gravure Flammarion, inspirée de la cosmogonie décrite dans les premiers chapitres de Bereshit.

Dieu a créé le monde ex nihiloSH1, P1, les créatures qui le peuplent, dont le premier couple de l'humanité en six jours, parachevant Son œuvre le septième jour par le sabbathJNR1. L'homme créé est installé dans le jardin d'Éden, recevant pour seule consigne de ne pas toucher aux fruits de l'arbre de la connaissance du bien et du mal. Cependant, pressée par le Serpent, la femme y goûte et y fait goûter son mari. Expulsés d'Éden, l'homme, Adam, et sa femme 'Hava ont deux fils ; l'aîné Qayn devient agriculteur et le cadet HevelB1 pasteur. Comme l'offrande du second est agréée par Dieu alors que celle du premier ne l'est pas, celui-ci est invité par Dieu à s'améliorer ; mais il tue son cadet et l'enterre, refusant d'assumer ses fautes. Qayn est donc condamné à l'errance, engendre des enfants jusqu'à Lemekh. Adam et 'Hava ont d'autres enfants, dont le premier Seth, à l'Image et la Ressemblance de Dieu, naît « en remplacement de Hevel. » Sa descendance peuple la terre, mais chaque génération dégénérant davantage, Dieu S'afflige de Sa création et décide de l'effacer de la terre. Un seul homme, Noé, trouve grâce à Ses yeux.

### Divisions de laparashalors de la lecture complète
La lecture de la parasha à la synagogue le sabbath est traditionnellement divisée en sept sections, pour lesquelles un membre différent de la congrégation est appelé à lire. La première lecture, le rishon, échoit traditionnellement à un Cohen, la seconde, appelée sheni, à un Levi, les suivantes à un Israël (ni Cohen ni Levi). La septième section comporte une sous-section, le maftir, qui est lue par la personne qui lira ensuite la haftara.
Les sections de la parashat Bereshit sont :
- rishon (Gen. 1:1-2:3) : la Création du point de vue universel
- sheni (Gen. 2:4-19) : la Création du point de vue humain
- shlishi (Gen 2:20 - 3:21) : la création de la femme, et la tentation par le serpent
- revi'i (Gen. 3:22-4:18) : le récit de Caïn et Abel
- 'hamishi (Gen. 4:19-22) : la lignée de Caïn
- shishi (Gen. 4:23-5:24) : la lignée de Seth, nouvelle descendance d'Adam, qui elle aussi déchoit
- shevi'i (Gen. 5:25-6:8) : la déchéance de l'humanité   
  - maftir (Gen. 6:5-8) : le projet divin d'effacer le monde, et l'exception de Noé.

### Divisions de laparashalors de la lecture abrégée

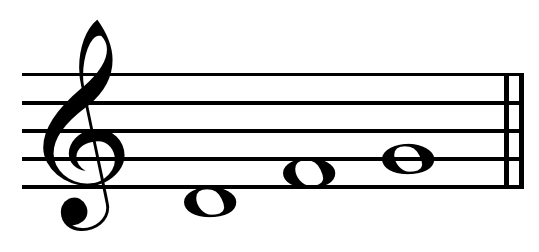
Exemple de base de maqam.

Une lecture publique de la parasha fut instaurée par Ezra le Scribe le lundi et le jeudi à la synagogue. Cette lecture, sensiblement plus courte, ne comprend que trois sections, la première réservée au Cohen, la seconde au Levi, la troisième à un Israël
- Section du Cohen : Bereshit 1:1-5[4]
- Section du Levi : Bereshit 1:6-8[4]
- Section de l'Israël : Bereshit 1:9-13[4]

### Maqam
Un maqam est un système de modes musicaux utilisé dans la musique arabe mélodique classique. Les juifs originaires des pays orientaux (Afrique du Nord, Syrie) s'en sont inspirés, et adaptent la mélodie de la liturgie du Shabbat en fonction du contenu de la parasha de cette semaine. Ils emploient dix maqam différents, possédant chacun son usage propre.
La parashat Bereshit inaugurant le Sefer Bereshit, on chante selon le Maqam Rast, qui exprime le commencement ou l'initiation d'un processus.

## Rishon

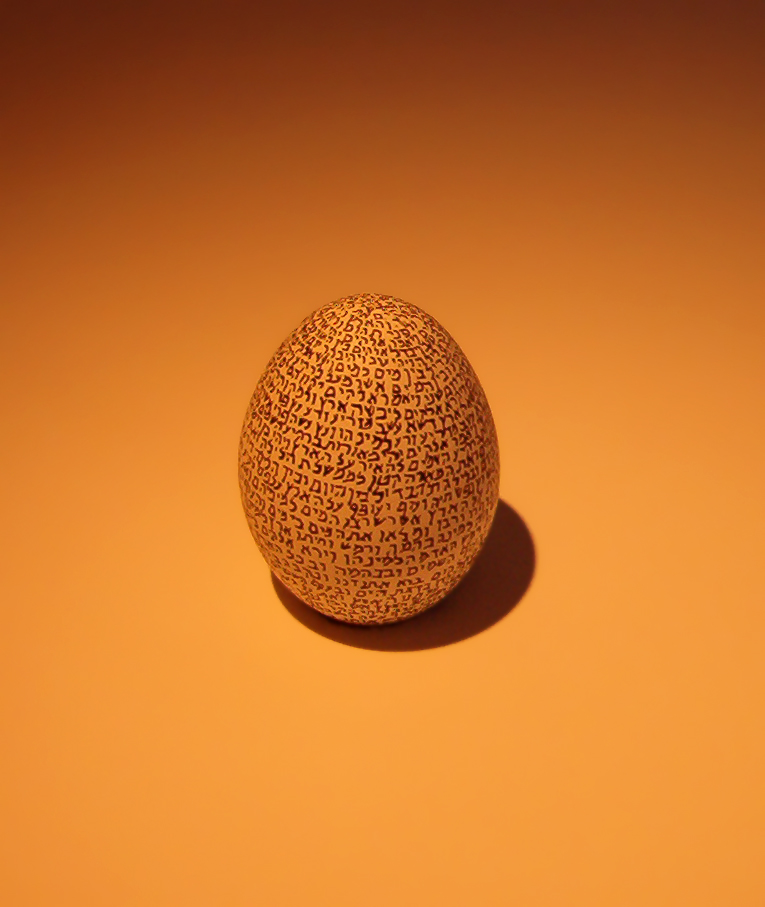
Le premier chapitre de la Genèse sur une coquille d'œuf - Musée d'Israël.

Au commencementSH2, SH3, LR1, Ch1, DieuLR2, Ac1 créaLR3 les cieux et la terreSH4; or la terre était tohu-bohuLR4 et ténèbre à la face de l'abîme, et le souffle de DieuCh2 planait à la face des eauxLR5. Dieu dit « Que la lumière soit », et la lumière futB3, SH5; voyant qu'elle était bonne, Dieu sépara la lumière de l'obscurité, l'appelant jour, et l'obscurité nuit. Ce fut soir, ce fut matin, jour un (Genèse 1:1-5).
Dieu sépara les eaux au moyen d'un firmament, appelé "cieux"; ce fut soir, ce fut matin, jour second (Genèse 1:6-8).
Dieu rassembla les eaux sous les cieux, suscitant l'apparition de la terre sèche (yabasha), qu'Il appela "terre", et le rassemblement des eaux "mers" apparut, et Dieu vit que c'était bon. Dieu suscita la verdure, les herbes porteurs de semence et les arbres-fruits; et la terre donna naissance aux végétaux, aux herbes qui développent leur semence selon leur espèce, et aux arbres portant, selon leur espèce, un fruit qui renferme sa semence, et Dieu vit que c'était bon. Ce fut soir, ce fut matin, jour troisième (Genèse 1:9-13). 
Dieu suscita des luminaires dans les cieux pour distinguer entre le jour et la nuit, servir de signes pour les saisons, pour les jours, pour les années, et servir de luminaires pour éclairer la terre. Il fit les deux grands luminaires : le plus grand luminaire pour la royauté du jour, le plus petit luminaire pour la royauté de la nuit, et aussi les étoilesB2. Dieu les plaça dans le firmament des cieux pour remplir leurs fonctions, et Il vit que c'était bien. Ce fut soir, ce fut matin, jour quatrième (Genèse 1:14-19).
Dieu suscita l'apparition de la vie aquatique et volatile. Il créa le Léviathan. Dieu vit que c'était bon, et bénit êtres aquatiques et volatiles de fructifier et se multiplier. Ce fut soir, ce fut matin, jour cinquième (Genèse 1:20-23).
Dieu suscita l'apparition de la vie terrestre ; Il créa l'Adam à Son image, à l'image de Dieu Il le créa, mâle et femelle Il les créa, leur donna l'ascendant sur les animaux et la terre, et les bénit, leur disant de fructifier et se multiplierB1. Dieu vit que le monde était alors tov meod, "bon au-delà (du bon)". Il donna la végétation au couple et aux animaux en nourriture. Ce fut soir, ce fut matin, jour le sixièmeLR2 (Genèse 1:24-30)
Au septième jour, les cieux, la terre et leurs armées étaient achevéesB2 ; Dieu S'abstint de l'acte de créer, bénissant et sanctifiant le septième jour, le déclarant saint (Genèse 2:1-3).

## Sheni
Gen. 2:4-19

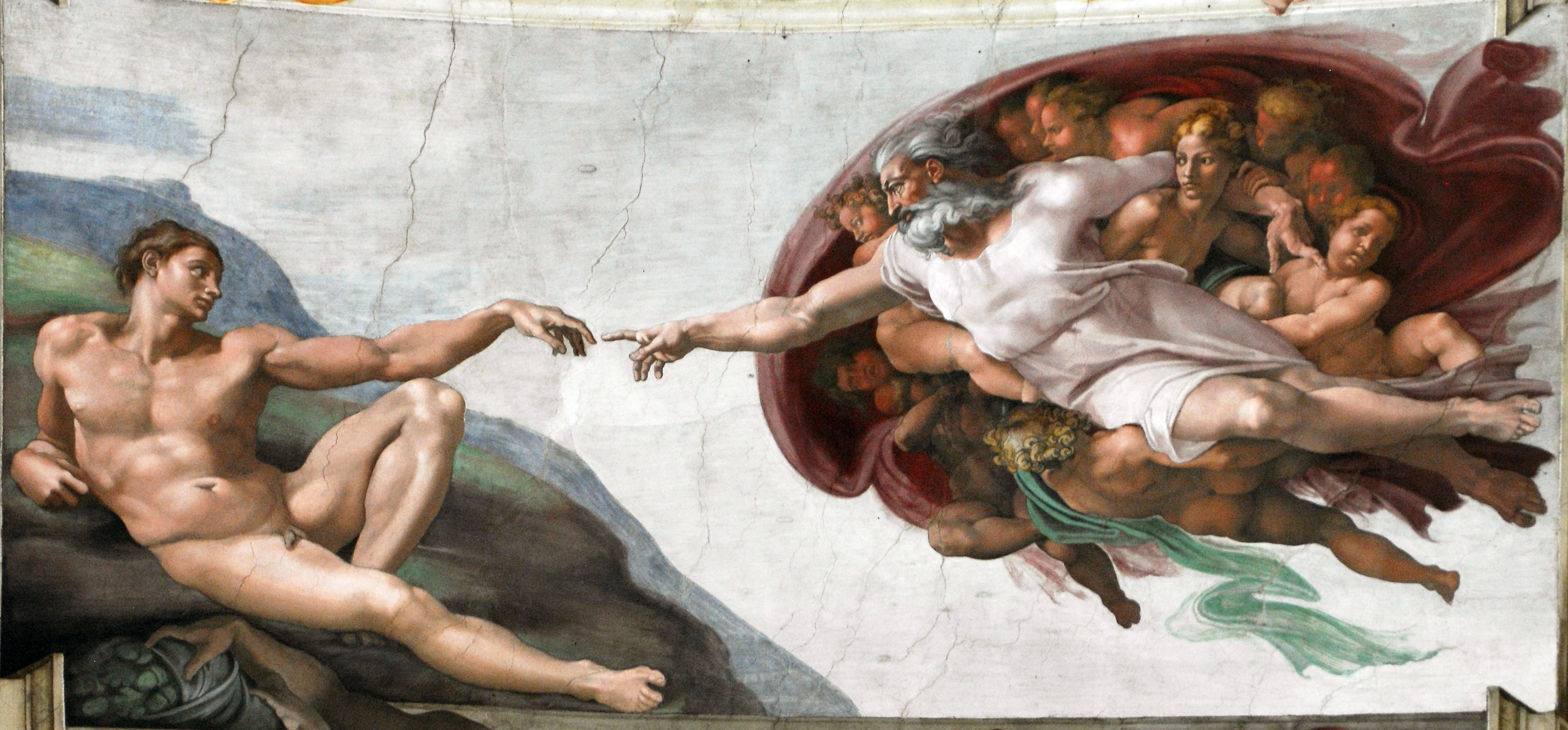
La Création d'Adam ornant le plafond de la Chapelle Sixtine - œuvre de Michel-Ange.

Après récapitulation du premier récit de la Création en une ligne (« Tels sont les engendrements de la terre et des cieux lorsqu'ils furent créés »), le second récit s'étend sur l'homme, son importance dans la création, et son rôle à jouer. Sa particularité, esquissée dans le premier récit, est manifeste dans le second : ce n'est qu'à propos de lui que la Bible mentionne la neshama que Dieu lui a insufflée (ce qui ne signifie pas nécessairement qu'il n'y ait eu que lui). Les autres "vies animales" (traduction approximative de nefesh 'hayim) n'étaient pourvues que d'un nefesh.
Avant que le moindre arbuste, la moindre touffe d'herbe n'ait germé sur terre, avant que Dieu n'y ait envoyé la pluie, un flux s'éleva du sol pour humecter la terre. (Gn 2,4–6.) Dieu forma l'homme de la glèbe, insufflant la nishmat hayim (traduit par « âme », mais littéralement « souffle de vie ») dans ses narines, faisant de lui un être vivant. (Gn 2,7.) 
Dieu planta un jardin à l'orient d'Éden, suscitant la germination de tout arbre bon et plaisant, et y plaça l'arbre de vie ainsi que l'arbre de la connaissance du bien et du mal au milieu du jardin. (Gn 2,8–9.). Une rivière issue d'Éden pour irriguer le jardin se divisait en quatre branches :  le Pishon, qui traverse Havila, dont l'or est bon ; le Gihon, qui traverse Koush ; le Tigre, qui coule à l'orient d'Ashour ; et l'Euphrate (Gn 2,10–14.).
Dieu plaça l'homme dans le jardin d'Éden pour l'entretenir, et l'autorisa à manger de tout fruit du jardin, à l'exception de l'arbre de la connaissance du bien et du mal, prévenant l'homme qu'il en mourrait s'il en mangeait. (Gn 2,15–17.)
Annonçant qu'il n'était pas bon pour l'homme d'être seul, Dieu décida de lui faire une aide appropriée. Il forma de la terre toutes les bêtes et les oiseaux, qu'Il mena devant l'homme qui les nomma. (Gn 2,18–19.)  

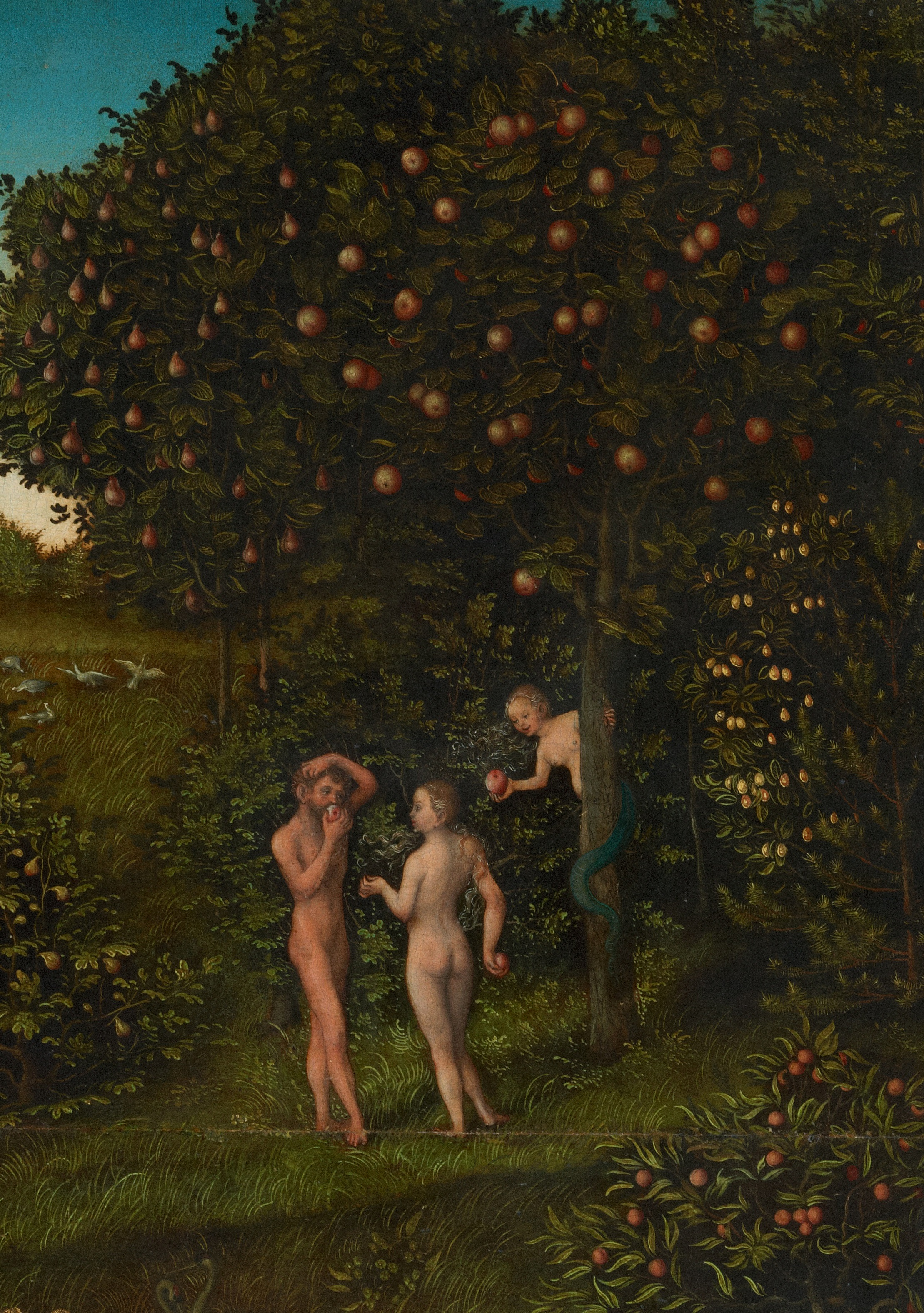
La Chute de l’homme par Lucas Cranach, illustration du XVIe siècle.

## Shlishi
Gen 2:20 - 3:21
L'homme, Adam, nomma tous les animaux, mais n'en trouva aucun qui soit d'une aide appropriée. (Gn 2,20.). Dieu suscita un profond sommeil, et prit l'un de ses côtés, qu'Il façonna en femme. Il l'apporta à l'homme. (Gn 2,21–22.). L'homme dit qu'il s'agissait cette fois d'« un os de os, chair de sa chair », et l'appela « femme » (Isha) car elle avait été issue de l'homme (Ish) (Gn 2,23.). C'est pourquoi, l'homme quitte ses parents pour trouver une femme, afin qu'ils deviennent une chair (Gn 2,24.).  
L'homme et la femme étaient nus, et n'en éprouvaient point de honte. (Gn 2,25.) 
Le Serpent, la plus rusée des bêtes, demanda à la femme si Dieu lui a vraiment interdit de manger de tout fruit dans le jardin (Gn 3,1.). La femme répondit qu'ils pouvaient manger de tout fruit autre que celui au centre du jardin, à propos duquel Dieu avait prévenu de ne manger ni toucher sous peine de mort (Gn 3,2–3.). Le serpent dit alors à la femme qu'elle ne mourrait pas, mais que dès qu'elle mangerait du fruit, ses yeux seraient ouverts et elle serait comme Elohim (ou les elohim ?), connaissant le bien et le mal (Gn 3,4–4.).  Lorsque la femme vit que l'arbre était bon à manger, plaisant à la vue, et désirable comme source de sagesse, elle mangea de son fruit et en donna à son homme pour en manger (Gn 3,6.) Leurs yeux furent dessillés, et ils connurent qu'ils étaient nus ; ils se revêtirent de feuilles de figuier (Gn 3,7.). 

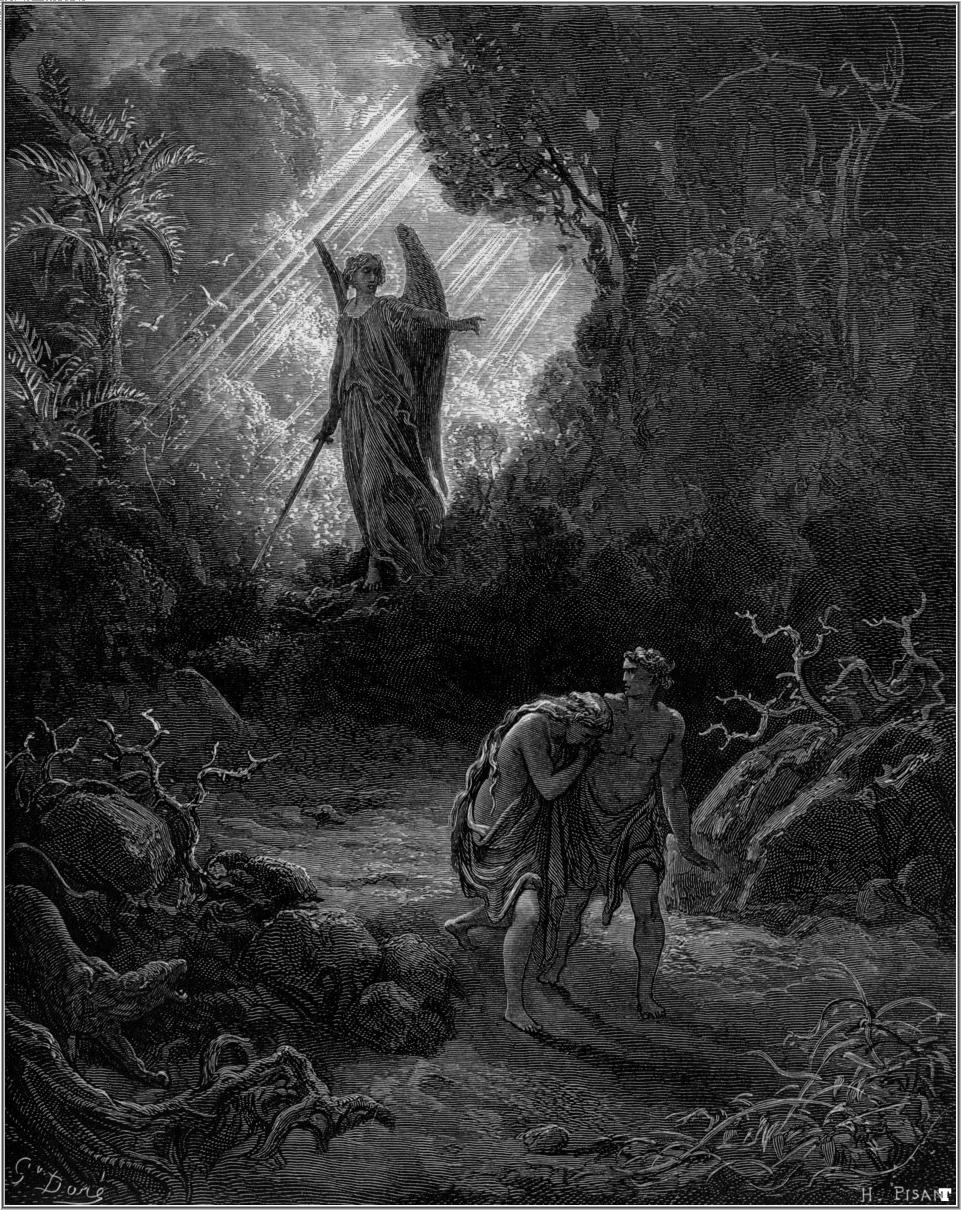
Adam et Ève Chassés d'Eden. Gravure de Gustave Doré.

 Entendant Dieu venant dans le jardin, ils se cachèrent dans les arbres (Gn 3,8.). Dieu demanda à l'homme où il était (Gn 3,9.). L'homme répondit qu'il avait eu peur en L'entendant, et s'était caché parce qu'il était nu (Gn 3,10.). Dieu lui demanda qui lui avait dit qu'il était nu, et s'il avait mangé du fruit défendu (Gn 3,11.). L'homme répondit que la femme que Dieu avait placée à ses côtés lui avait donné du fruit, et qu'il avait mangé (Gn 3,12.). Lorsque Dieu demanda à la femme ce qu'elle avait fait, elle répondit que le serpent l'avait dupée, et elle avait mangé (Gn 3,13.). Dieu maudit le serpent de ramper sur son ventre, de manger la poussière, et de vivre en inimitié avec la femme et sa progéniture (Gn 3,14–15.). Dieu maudit la femme de porter les enfants dans la douleur, de désirer son mari, et d'être dominée par lui (Gn 3,16.). Et Dieu maudit Adam au labeur, de gagner le pain à la sueur de son front à partir de la terre, qui ne ferait pousser que des épines et des ronces, jusqu'à son retour à la poussière dont il avait été pris (Gn 3,17–19.). 
Adam nomma sa femme Hava (Ève), car elle était « mère de toute vie » (Gn 3,20.). Et Dieu fit pour Adam et sa femme des tuniques de peau, et les en revêtit (Gn 3,21.).

## Revi'i
L'homme ayant acquis la connaissance du bien et du mal, Dieu le chasse d'Eden, de peur que l'homme ne goûte au fruit de l'arbre de vie et ne devienne immortel ; deux chérubins stationnés à l'orient d'Eden en gardent l'accès (Gn 3,22-24.). Maintenant, Adam a connu Ève, qui lui donna deux fils, Caïn et Abel. Les versets les présentent selon une structure chiastique. 
Ève porta Caïn et Abel, qui devinrent respectivement agriculteur et berger (Gn 4,1–2.). Au bout d'un certain temps, Caïn offrit un sacrifice des fruits de sa récolte, et Abel Lui apporta le meilleur des aînés de son troupeau (Gn 4,3–4.).  Dieu agréa le sacrifice d'Abel, main non de Caïn, au grand dam de celui-ci (Gn 4,4–5.).  Dieu demanda à Caïn la raison de sa détresse, parce qu'il possédait le libre arbitre, et que s'il agissait droitement, il serait heureux, mais qu'au cas contraire, le péché était tapi à sa porte. (Gn 4,6–7.)  

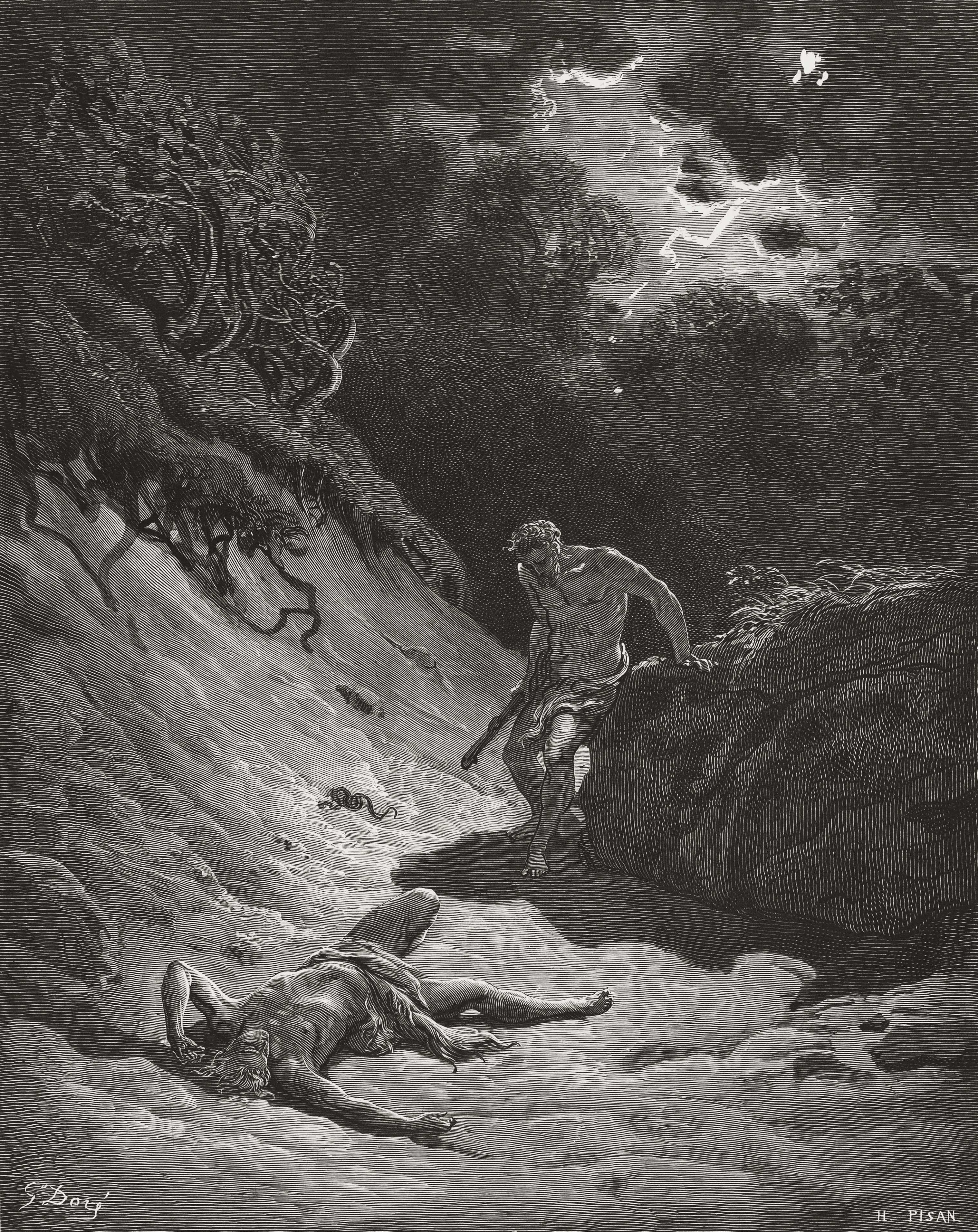
La mort d'Abel. Gravure de Gustave Doré

Caïn parla à Abel, et lorsqu'ils furent dans le champ, Caïn tua Abel. (Gn 4,8.). Lorsque Dieu à demanda Caïn où était son frère, Caïn répondit qu'il ne savait pas, demandant s'il était « le gardien de son frère ». (Gn 4,9.). Dieu demanda à Caïn ce qu'il avait fait, les sangs de son frère appelant Dieu depuis la terre. (Gn 4,10.). Dieu maudit Caïn du sol, et à l'errance perpétuelle. (Gn 4,11–12.). 
Caïn se plaignit à Dieu de ce que sa punition était trop grande pour être supportée, car tout un qui le croiserait pourrait le tuer. (Gn 4,14.) Dieu fit alors une marque sur Caïn, promettant de venger sept fois quiconque le tuerait (Gn 4,15.). Caïn quitta la présence de Dieu pour partir en terre d'errance (la « terre de Nod »), à l'orient d'Éden (Gn 4,16.) 
Il eut un fils, Hénoch, et fonda une ville, la nommant d'après Hénoch. (Gn 4,16.). Hénoch engendra Irad, qui engendra Mehouyaël (qui, dans le verset suivant, devient Mehiyaël), qui engendra Metoushaël, qui engendra Lamekh.

## 'Hamishi
Lamekh prit deux femmes, Adah et Tzilah (Gn 4,19.). Adah conçut Jabal (Yaval), l'« ancêtre » de ceux qui résident dans les tentes et au sein des troupeaux, et Jubal (Youval), l'« ancêtre » des joueurs de lyre et de flûte (Gn 4,20–21.)  Tzilah enfanta Tubal-Caïn, qui forgea des outils en cuivre et en fer (Gn 4,22.).

## Shishi
Lamekh dit à ses femmes qu'il avait tué un enfant pour l'avoir blessé, et que si Caïn devait être vengé sept fois, lui, Lamekh, devrait l'être 77 fois(Gn 4,23–24.). 
Adam et Ève se connurent, 130 ans environ après leur première union, et engendrèrent Seth, signifiants « Dieu m'a donné une autre descendance, à la place d'Abel, Caïn l'ayant tué » (Gn 4,25.). Seth, fait à l'image de Dieu, comme Adam eut un fils appelé Enosh, alors les gens commencèrent à invoquer le Nom de l'Éternel (Gn 4,26.). Le livre des engendrements d'Adam est établi. Après la naissance de Seth, Adam eut d'autres descendants, dont le nom n'est pas mentionné, et vécut 930 ans (Gn 5,4–5.) 
Les descendants d'Adam, et leur temps de vie, furent : Seth, Modèle:Nomb ; Enoch (fils de Seth), 905 ans ; Queïnan, 910 ans ; Mahalalel, 895 ans ; Yared, 962 ans. (Gn 5,6–20.) Le fils de Yared, Henoch marcha 300 ans avec Dieu, et lorsqu'il atteignit 365 ans, Dieu le prit. (Gn 5,22–24.)

## Shevi'i
Le fils d'Enoch,  Methushela'h vécut 969 ans et son fils Lamech 777 ans (Gn 5,21–31.). Lamech eut un fils, Noa'h, ainsi nommé car il les consolerait de leur labeur et de la malédiction de la terre, que Dieu avait maudite (Gn 5,28–29.) Âgé de 500 ans, Noé eut trois enfants, Shem, 'Ham et Yaphet. (Gn 5,32.)
Des bnei elohim (littéralement « fils de Dieu ») admirèrent et prirent des femmes parmi les filles des hommes, qui enfantèrent les NephilimB3, hommes forts (d'autrefois), de renom (Gn 6,2–4.)  Dieu limita les jours alloués à l'homme à 120 ans (Gn 6,3.). 

### Maftir
Dieu vit combien grande était la perversité humaine, et comme chaque idée de l'homme était mauvaise, et Dieu regretta d'avoir fait l'homme et S'affligea (Gn 6,5–6.) Dieu exprima l'intention d'effacer hommes et animaux de la terre, mais Noé trouva grâce aux yeux de l'Éternel (Gn 6,7–8.).

## Bereshit dans la tradition juive

### Parallèles dans la Bible hébraïque

#### Haftara
La haftara est une portion des livres des Neviim (Les Prophètes) qui est lue publiquement à la synagogue après la lecture de la Torah. L'usage fut institué afin de contourner le décret séleucide, qui frappait d'interdit, sous peine de mort, l'étude de la Torah. La haftara a donc généralement pour but de présenter des liens thématiques, sémantiques et lexicaux avec la parasha qui l'a précédée. 
La haftara pour la parashat Bereshit est dans la plupart des rites le chapitre 42 du Livre d'Isaïe:
- rite ashkénaze : Isaïe 42 5- 43 10[35]
- rite sépharade et sfard :  Isaïe 42 5-21[36]
- rite yéménite:  Isaïe 42 1-16[37]
- rite italien: Isaïe 42 1-21[38]

Comme dans la parasha, le prophète évoque le pouvoir absolu de Dieu. Il résume dans le premier récit de la Création, et 42:16 font écho à la « lumière », et au contrôle de Dieu sur celle-ci, bien qu'élargissant le sens du mot.  42,7 évoque le dessillement des yeux sous un jour plus favorable qu'il apparaît dans la parasha.

#### Autres parallèles
- Ecclésiaste 1:2: « Hevel Havelim, Hakol Havel (Vanitas vanitatum et omnia vanitas), » Hevel (hellénisé puis francisé en Abel) signifie « souffle », « buée ».
- Le terme reshit apparaît 28 fois dans la Bible hébraïque, dont Genèse 10:10, Exode 23 :19, Nombres 15:20, Deutéronome 18:4 & 33:21, Isaïe 46:10, Jérémie 2:3 & 26:1 et Proverbes 8 :22. 
Toutefois, le bereshit de Gen. 1:1 est l'une des seules occurrences, avec Deutéronome 33:21 et Isaïe 46:10, où le terme ne soit pas à la forme « associée, » c'est-à-dire accolée au mot suivant.

- Isaïe 44:24[44] évoque le Dieu qui a tout fait, les cieux et la terre, et Lui seul. Dans Isaïe 45:7[45], le prophète insiste sur le pouvoir de Dieu, Qui crée la ténèbre et forme la lumière, fait la paix et crée le malSH1 Il indique également (Isaïe 48:13[46]) que cieux et terre se levèrent ensembleSH4.
De son côté, Jérémie 4:23–28[47] ; reprend le langage des premiers jours, afin de comparer la destruction de Jérusalem à une destruction de la création, un retour au Tohu-Bohu et aux cieux noirs décrits au premier jour.
- L'injonction à la croissance se retrouve en plusieurs occurrences de la Torah, notamment dans la parashat Noa'h (Gen. 9:1, bénédiction faite aux fils de Noé après le Déluge), et Vayetze (Gen. 35:11, bénédiction faite à Jacob lors de son rêve).
- Dans la parashat Devarim (Deutéronome 4:19[48]), Moïse mettra le peuple d'Israël en garde contre la tentation d'adorer l'« armée du ciel », c'est-à-dire les astres : la lune, le soleil et les étoiles.
- Commentaire sur Isaïe d'Exeter, v. 1090-1100.Selon Isaïe 51:9–10[49], le bras de Dieu a mis le monstre (tanine) en pièces et asséché les eaux du grand abîme (tehom).
- Il est de nouveau fait allusion à ces Nephilim dans la parashat Shlakh (Nombres 13:31–33[50]), invoqués en prétexte par les explorateurs pour renoncer à la conquête du pays de Canaan.
- Malachie 2:15–16[51] réitère le dégoût de Dieu pour la violence ('hamass).
- Dans Isaïe 29:16[52], le prophète s'indigne qu'on puisse comparer le yotzer (יצר, créateur ou formateur, rendu en français par « potier ») au homer (חומר, rendu en français par « argile »), en référence à Genèse 2:7, où Dieu forme Adam à partir de la glaise du sol. Cette référence au yotzer apparaît plus loin (Isaïe 41:25), et dans les prophéties de Jérémie (18:1–10[53] et 19:1–11[54]) ; en outre, la première de ces prophéties de Jérémie décrit Dieu revenant sur Sa décision (non d'avoir créé le monde, mais de punir un peuple) si le peuple se repent.

- Dans la première vision d'Ezéchiel (1:5–14[55]), les anges sont à la ressemblance de l'homme ; au-dessus des têtes des 'Hayot se déploie une manière de firmament (1:22[56]);  dans 1:26–28[57], se trouve une un trône une figure d'aspect humain.
- Les Cherubim de Julius Bate, 1773.* Dans la première vision d'Ezéchiel 10:1–22[58], le prophète décrit en détail les chérubins.
- Le Psaume 8:5–8[59] détaille la grandeur que Dieu accorda à l'Adam, mettant la terre et ses occupants à ses pieds
- Le Psaume 33:6–9[60] décrit la facilité avec laquelle Dieu créa le monde, par Sa parole, n'ayant qu'à dire pour qu'une chose soit.
- Le Psaume 74:12–17[61] décrit aussi Dieu brisant les têtes des taninim, ainsi que Son pouvoir sur le cours naturel, puisqu'Il a tout créé, le jour, la nuit, les astres, les saisons, etc.
- Le Psaume 89:9–11[62] décrit le contrôle de Dieu sur les mers.
- Le Psaume 95:5[63] évoque la séparation des eaux et de la terre.
- Le Psaume 100:3[64] rappelle que Dieu a fait l'homme.
- Le Psaume 104[65] décrit le premier récit de la création dans son style propre, le psalmiste concluant par une prière pour un monde sans péché, celui qui régnait avant la faute d'Adam et sa femme.
- Dans Proverbes 8:22–29[66], la Sagesse (Hokhma) témoigne, à la première personne, avoir été la première création de Dieu, et est donc antérieure à l'Acte de la création, auquel elle assista aux côtés de Dieu.
- Job 26:11[67] décrit ce que Rachi interprète comme ayant causé la séparation des eaux au second jour[68] ; dans Job 37:18[69], il est demandé à celui-ci s'il peut, comme Dieu, étendre (tirqi'a, cf. raqi'a) les cieux comme un miroir fondu. Enfin, dans Job 38:4–30[70], Dieu admoneste Job qui se permet de critiquer Son agencement du monde, lui demandant où lui, Job, était lorsque Dieu créait le monde (dans les termes du premier récit de la Création).
- I Chroniques reprend dans ses premiers versets cette généalogie d'Adam, et la poursuit jusqu'à David.

- L'idée d'un Dieu créateur, et donc propriétaire du monde, est nécessaire pour qu'Il proclame à Moïse (Exode 19:5-6) : « Désormais, si vous êtes dociles à ma voix, si vous gardez mon alliance, vous serez mon trésor entre tous les peuples ! Car toute la terre est à moi,  mais vous, vous serez pour moi une dynastie de pontifes et une nation sainte ».
- Deutéronome 4:32 : « De fait, interroge donc les premiers âges, qui ont précédé le tien, depuis le jour où Dieu créa l'homme sur la terre, et d'un bout du ciel jusqu'à l'autre, demande si rien d'aussi grand est encore arrivé, ou si l'on a ouï chose pareille ! »

### Bereshitdans la littérature juive non rabbinique
- C'est la Septante qui donne au Sefer Bereshit son nom de Livre de la Genèse.
- La Septante traduit Elohim par Theos (Θεος, apparenté à Zeus) et YHWH par Kurios (Κυριος), traduits en français par « Dieu » et « Seigneur. »
- Cette croyance cosmogonique était déjà répandue parmi les Judéens avant l'époque de la rédaction du Talmud, ainsi que l'atteste 2 Macchabées 7:28 (« Je te conjure, mon fils, de regarder le ciel et la terre, et toutes les choses qu'ils contiennent, et de comprendre que Dieu les a faites de rien, ainsi que la race des hommes »)
- Flavius Josèphe relate le récit de Bereshit dans les trois premiers chapitres de ses Antiquités judaïques[71]. Il suit généralement l'exégèse rabbinique traditionnelle, empruntant parfois à la Septante, et apportant parfois ses interprétations personnelles.
- Philon d'Alexandrie, De Mundi opificio, 15-25 ; De la Naissance d'Abel et des Sacrifices Offerts par Lui et par Son Frère Caïn[72] ; De la Postérité de Caïn et Son Exil[73].

### Bereshitdans leTalmudet leMidrash
- « Tohu-Bohu », Bernard Thomas-Roudeix, 1971.Un philosophe dit à Rabban Gamliel : ton Dieu fut un grand artisan, mais Il S'était trouvé de bons matériaux pour L'assister : Tohu va-Bohu, ténèbre, vent et eaux, et l'abîme primordiale.
R. Gamliel lui dit : Que le souffle s'échappe de cet homme ! Pour chaque matériel, il y a une référence qu'il a été créé. Tohu va-Bohu : "Je fais la paix et crée le mal" ; la ténèbre : "Je façonne la lumière et crée la ténèbre" ; les eaux : "Louez-le, cieux des cieux, et vous les eaux" -- et pourquoi ? -- "Car Il a commandé et ils furent créés" ; le vent : "Car, Lui qui forme les montagnes et crée le vent" ; l'abîme primordiale : "Lorsqu'il n'y avait pas d'abîme, je fus emmenée"[74].
- Bereshit (hébreu : בראשית « Au commencement ») - Bara shit (judéo-araméen babylonien : ברא שית « Il a créé six »). Six choses ont précédé la création du monde : la Torah, le Trône de Gloire, les Patriarches, Israël, le Temple, le nom du Mashiah, et la repentance[75].
- « [C'est] par dix paroles [que] le monde a été créé. Qu'est-ce que cela vient à nous apprendre, n'aurait-Il pas pu le créer par une parole ? Mais c'est pour Se séparer des méchants qui perdent le monde qui a été créé par dix paroles, et pour donner un bon salaire aux justes qui font exister le monde par dix paroles[20]. »
- Selon l'école de Shammaï, les cieux avaient préséance sur la terre ; selon l'école de Hillel, la terre a précédé les cieux ; Selon les Sages, cieux et terre furent créés ensemble et en simultanéité[76].
- Vient d'abord la ténèbre, puis la lumièreB3, [77].

- Une discussion se tint entre l'école de Hillel et celle de Shammaï à propos de Genèse 1:1, quant à l'attribution de la primauté aux cieux où à la terre. L'école de Shammaï était d'avis que le ciel avait été créé avant la terre, selon Isaïe 66:1, tandis que l'école de Hillel affirmait la préséance de la terre sur les cieux, employant l'image d'un roi édifiant son palais en commençant par le bas, et s'appuyant sur Genèse 1:2, Genèse 2:4 et Psaumes 102:26. Rabbi Yohanan et Rabbi Tanhouma avaient déduit de la juxtaposition de Genèse 1:1 et Genèse 2:4 que les cieux furent créés en premier, mais que la terre fut la première parachevée. Rabbi Shimon bar Yo'haï affirma pour sa part qu'ils furent créés simultanément, comme une marmite et son couvercle, selon Isaïe 48:13. Et si certains versets mentionnent la terre avant les cieux, et que d'autres font l'inverse, cela permet d'apprendre que tous deux se valent[78].
- « Toutes les mers peuvent servir de mikvé [...][79] ».
- Le Midrach (Torat Kohanim 19) enseigne : « Tu aimeras ton prochain comme toi-même » (Vayiqra, 19, 18) : Rabbi Akiva dit qu’il s’agit du plus important principe de la Torah. Ben Azaï dit : « Voici le livre des engendrements d’Adam » (Berechit, 5, 1) est un plus grand principe. Dans Qohélet Rabba, 1, 12, R. Hiya b. Tan'hum déduit de ce même verset que le Messie ne viendra qu'une fois apparues toutes les âmes mentionnées dans le livre d'Adam.

- On ne peut s'acquitter de la prescription de la multiplication, avant d'avoir des enfants. L'école de Shammaï dit « deux garçons », l'école de Hillel dit « un garçon et une fille » (littéralement : « un mâle et une femelle »), selon Genèse 5:2. Cette prescription incombe tant à l'homme qu'à la femme, du fait de Genèse 1:28[80].

- « Dans les affaires criminelles, on effrayait les témoins [...] en leur rappelant que contrairement aux affaires civiles où l'accusé n'avait qu'à rembourser les dommages pour être pardonné, le sang de la personne exécutée, et celui de ses descendants jusqu'à la dernière génération, seraient « attachés » au responsable de son exécution, ainsi qu'on le trouve dans le cas de Caïn qui avait assassiné son frère (Genèse 4:10) : « la voix des sangs de ton frère, etc. », le sang et le sang des descendants. Selon d'autres, « sangs » est au pluriel car son sang s'était éparpillé sur les arbres et les pierres. C'est pourquoi l'homme a été créé unique, afin d'enseigner que celui qui détruit une vie, c'est comme s'il avait détruit le monde, et celui qui sauve une vie, c'est comme s'il avait sauvé le monde. Et aussi pour la paix parmi les créatures, afin qu'on ne dise pas : « mon père était plus grand que le tien » ; et aussi afin que les Minim ne disent pas qu'il y a plusieurs créateurs dans les cieux ; et aussi pour proclamer la gloire du Saint béni soit-Il car, alors que l'homme frappe beaucoup de pièces de son sceau et que toutes sont pareilles, le Roi des rois, le Saint, béni soit-Il, a apposé sur chaque homme le sceau du premier Adam, et pourtant, nul n'est semblable à son prochain. C'est ainsi que chacun peut dire : Le monde a été créé pour moi, je dois donc être droit, juste [...][81]. »

- Cette génération du Déluge fut si mauvaise qu'elle n'a pas droit au monde à venir ni au jugement[82].

- Shimon ben Zoma (ou Rabbi Shimon selon la Guemara) a déduit d’après Genèse 1:5 que le jour (dont il est question dans Lévitique 22:28[83]) signifie le jour et la nuit qui le précède[84].

- De l'exégèse que font les Sages de Deutéronome 15:8[85] (vèha'aveth ta'vithenou dei ma'hsoro asher ye'hsar lo, « Tu lui prêteras au manque qu'il lui manquera »), où ils comprennent lui (lo) comme « une épouse, » d'après Genèse 2:18 (a’asse lo ezer kenegdo, « Je lui ferai une aide contre lui »), il a été déduit :
  - à propos de personnes tombées dans la pauvreté, qu'il faut s'efforcer de leur donner de tout ce dont elles pourraient avoir besoin, même un cheval, même un serviteur, comme s'empressa de le faire Hillel, même un litre de viande par jour comme le firent les habitants de Galilée[86].
  - à propos des orphelins et orphelines qui souhaiteraient se marier, qu'il faut marier une orpheline immédiatement, alors qu'il faut d'abord s'assurer de pourvoir aux besoins de logement des orphelins avant de les marier[87].

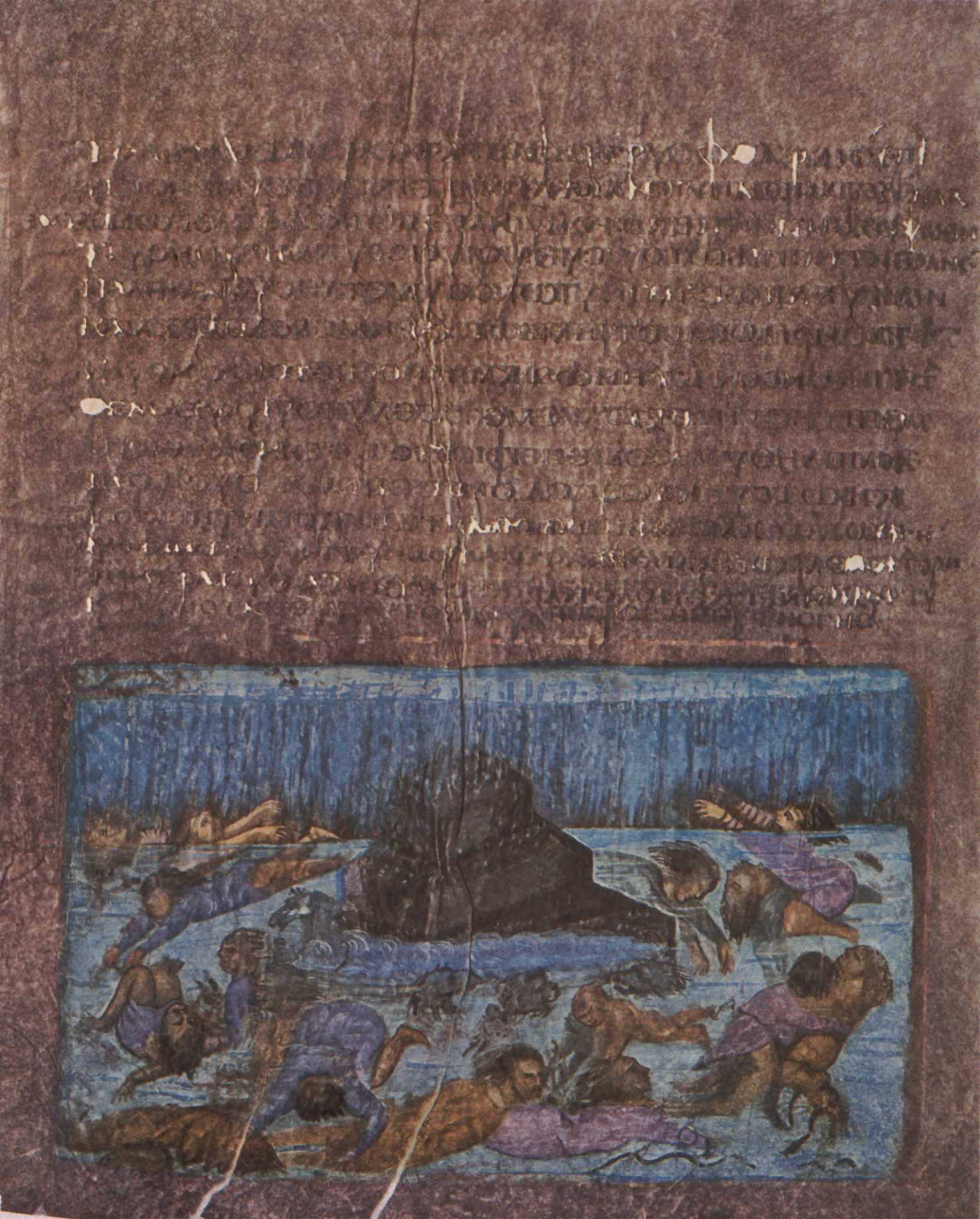
Le Déluge dans la Genèse de Vienne, VIe siècle.

- Élaborant longuement sur le principe qu'on est jugé selon les standards que l'on emploie[88], les Sages déduisent que la génération du Déluge, qui avait été arrogante envers Dieu du fait de ses richesses aquifères, fut jugée par les eaux [89]; comme Adam avait péché le premier (d'après une lecture libre de Genèse 6:5), il mourut le premier[90] ; comme le serpent, dont il avait été dit qu’il était le plus rusé, etc.. (Genèse 3:1), avait voulu tuer Adam et épouser Eve, Dieu lui dit : « J’avais dit que tu serais roi des bêtes et animaux sauvages, et maintenant que tu n’as pas voulu les choses ainsi, "tu es maudit" etc. » (Gen 3 :14). « J’avais dit que tu marcherais droit comme l’homme, et maintenant que tu n’as pas voulu les choses ainsi, "tu iras sur ton ventre" » (idem). « J’avais dit que tu mangerais la même nourriture que l’homme, et maintenant, "tu mangeras la poussière du sol"  »(id.). « Tu as voulu tuer Adam et épouser Eve ? "Je mettrai l’inimitié" » (3 :15)[91].

- À la suite d'une prise de liberté avec le sens littéral du verset dont il est, ainsi que le note Emmanuel Levinas, coutumier, le Talmud déduit de Genèse 3 :19, que la sueur est un bon signe pour la guérison des malades, puisqu'« à la sueur de ton front, tu mangeras du pain[92]. »

- Selon Rabbi Shmouel bar Na'hmani, aucune créature n'a vu Eden, pas même Adam, qui se trouvait dans le jardin d'Eden, et celui-ci est distinct d'Eden, ainsi qu’il est dit dans Gen. 2:10[92].

- Selon Rami bar Abba, le Tigre est le Hiddeqel de Genèse 2:14. Son nom proviendait de ce que ses eaux sont tranchantes (hadin) et légères (qalin). Quant à l'Euphrate (Phrat), il tirerait son nom de ses eaux qui vont en s'accroissant (parin)[93]

- Talmud de Babylone par l'abbé Louis Chiarini, 1831.Talmud de Babylone: Shabbat 88a, 89a, 95a, 109a, 111a, 118b, 119b ; Erouvin 18a–b, 27b, 100b ; Pessa'him 2a, 54a, 72b, 88a, 118a ; Yoma 20b, 23a, 44b, 52b, 67b, 75a ; Soukka 11b, 49a, 52b ; Beitzah 36b ; Rosh Hashanah 11a, 24b, 31a ; Moëd Katan 7b, 8b, 16a, 17a, 18b, 23a, 24b ; 'Haguiga 2b, 11b–12b, 13b, 15a ; Yevamot 61a–63a, 65b, 121a ; Ketoubot 5a, 8a, 10b, 61a, 67b ; Nedarim 39b, 41a ; Sota 9b, 12a, 14a ; Guittin 43b, 60a ; Kiddoushin 6a, 13b, 30b, 35a, 61b ; Bava Kamma 55a ; Bava Metzia 18a, 85b; Bava Batra 16a–b, 74b, 84a, 113a, 121a ; Sanhédrin 29a, 37a–b, 38b–39a, 46b, 56a–b, 58a, 59b, 67b, 70b, 91b, 99a, 101b, 107b–108b, 110a, 113b ; Makkot 23a ; Shevouot 47b ; Avodah Zarah 3a, 5a, 11b, 29a, 43b ; Zevakhim 116a ; Mena'hot 29b ; Houlin 26b, 27b, 60a–b, 71a, 83a ; Bekhorot 8a, 47a, 55a–b ; Tamid 32a ; Nidda 22b, 25a, 30b, 45b.
- Bereshit Rabba 1:1–29:5; 30:7–8; 31:1; 32:7; 33:3 ; 34:9, 13 ; 38:4, 9; 42:3 ; 44:17; 49:2 ; 50:7; 51:2 ; 53:8 ; 54:1 ; 61:4 ; 64:2 ; 65:13 ; 73:3 ; 80:5–6 ; 82:14 ; 85:2 ; 89:2 ; 92:6, 8; 97 ; 100:7.
- Shemot Rabba 1:2, 14, 20, 32 ; 2:4 ; 3:13 ; 5:1 ; 9:11 ; 10:1–2 ; 12:3 ; 14:2 ; 15:7, 22, 30 ; 21:6, 8; 23:4 ; 25:6 ; 29:6–8 ; 30:3, 13 ; 31:17 ; 32:1–2 ; 33:4 ; 34:2 ; 35:1 ; 41:2 ; 48:2 ; 50:1 ; 52:5.
- Vayikra Rabba 1:9 ; 6:6 ; 9:3, 6, 9 ; 10:5, 9 ; 11:1, 2, 7 ; 13:5 ; 14:1 ; 15:1, 9 ; 18:2 ; 19:6 ; 20:2 ; 22:2 ; 23:3, 9 ; 25:3; 27:1, 5 ; 29:11; 30:4 ; 31:1, 8 ; 33:6 ; 35:6, 8 ; 36:1, 4.
- Bemidbar Rabba 1:1 ; 2:21 ; 3:8 ; 4:8 ; 5:3–4 ; 7:5, 7 ; 8:4 ; 9:7, 18, 24 ; 10:1–2, 4–5, 8 ; 11:2–3 ; 12:4, 6, 13 ; 13:2–3, 5–6, 12, 14 ; 14:6, 9, 12 ; 15:7, 9 ; 16:24 ; 17:1 ; 18:7, 22 ; 19:2–3, 11, 23 ; 20:2, 6 ; 21:18 ; 23:13.
- Devarim Rabba 2:13, 25 ; 4:5 ; 6:11 ; 8:1 ; 9:8 ; 10:2.
- Cantique des Cantiques Rabba 1:6, 16, 17, 25, 47 ; 2:41, 47 ; 3:18, 22 ; 4:32 ; 5:1, 13 ; 6:25 ; 7:17 ; 8:1.
- Lamentations Rabba: prologue 4, 24, 26 ; 1:1, 37, 43, 52 ; 2:10 ; 3:13 ; 5:22.
- Ecclésiaste Rabba 2:23, 26–27 ; 3:1, 13–15, 17–18, 22 ; 5:7, 11 ; 6:9 ; 7:6–7, 20, 33, 35, 39, 42 ; 8:2; 9:8 ; 10:12.

### Bereshitdans la littérature rabbinique ultérieure
- Au commencement du temps, avant que le temps n'existe[94].
- L'emploi exclusif du terme « Elohim » dans le premier récit de la Création, alors qu'il apparaît comme YHWH Elohim à partir de Genèse 2:4, s'explique, selon Rachi, par le fait qu'Elohim est le Nom de Dieu exerçant la justice[95]. De plus, le Tétragramme apparaît en filigrane dans les derniers versets du premier récit (Ber 1:30-2:1) : Yom Hashishi, Vayekhoulou Hashamaïm (« Sixième jour ; Furent achevés les cieux »), car «  Dieu signa la création de Son Nom[96]. »
- Bara est un terme désignant la création ex nihilo (ibn Ezra, Nahmanide sur Gen. 1:1), ou du moins l'apparition d'une nouveauté, une instance inédite (Abravanel sur Gen. 1:1-5).
- « Rabbi Berakhya a dit : que signifie le verset « et la terre était tohu-bohu » ? Quel est le sens de “était” ? [Cela veut dire] qu’elle était déjà [en tant que] tohu. Et pourquoi bohu ? Seul le tohu était. Et qu’est le tohu ? Une chose qui étonne l’homme, et qui est retournée au bohu. Et qu’est le bohu ? Une chose contenant en soi de la substance comme il est écrit bo hou[97]. »
- Rachi lit les deux premiers versets de Genèse de la façon suivante : « Lorsque Dieu commença à créer, la terre était informe et vide, la ténèbre était à la face de l'abîme, et le souffle de Dieu planait à la face des eaux ; Gersonide lit de même les 3 premiers versets de Genèse comme une seule phrase[98].

#### Commandements
La Torah comporte, selon la tradition rabbinique, 613 prescriptions. Différents sages ont tenté d'en établir un relevé dans le texte biblique.
Selon l'un de ces computs les plus célèbres, le Sefer HaHinoukh, la parashat Bereshit comporte une prescription positive :
- Il est obligatoire de fructifier et se multiplier[99] Gn 1,28 (Toutefois, Moïse Maïmonide rattache cette prescription à Gn 9,7.[100]).

### Pensée juive

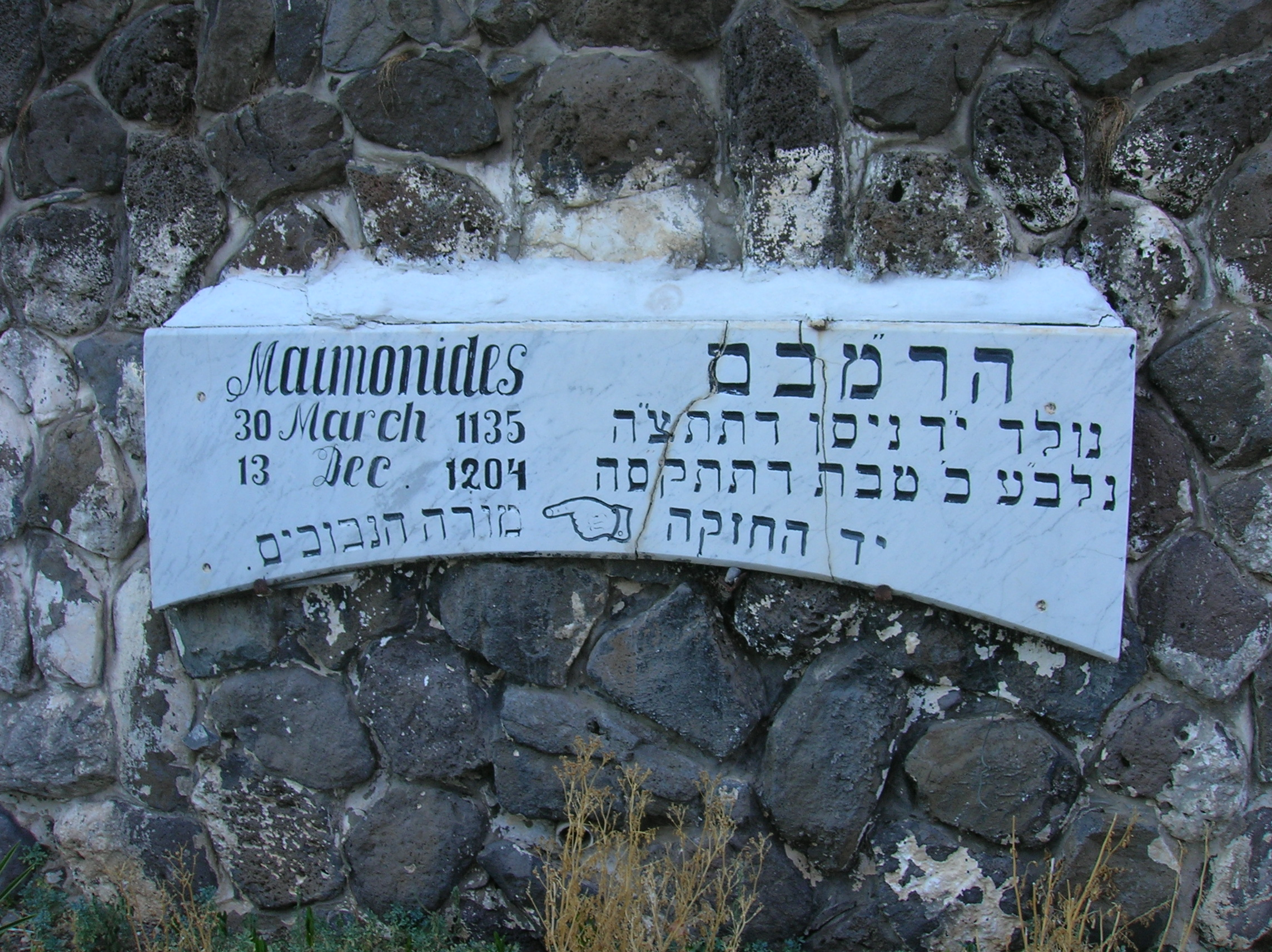
Tombe de Moïse Maïmonide, Tibériade, Israël.

- Tombe de Moïse Maïmonide, Tibériade, Israël.Il s'agit du premier des 13 articles de foi de Moïse Maïmonide (selon la version Ani Maamin) : « Je crois d'une foi parfaite  que le Créateur, béni soit Son Nom, Est le Créateur et le Maître de toutes choses. Lui seul fit, fait et fera toutes choses » [101].
Cependant, et bien que ne la niant pas, Juda Halevi fait dire à son rabbin dans le Kuzari, qu'il est préférable de présenter Dieu comme Celui Qui a fait irruption dans l'histoire en faisant sortir les enfants d'Israël d'Égypte, car cet évènement fut concrètement attesté par 600 000 personnes[102].

Bereshit a également été au centre d'ouvrages de pensée juive moderne :
- Martin Buber. Sur la Bible : Dix-huit études, 14–21. New York: Schocken Books, 1968.
- Elie Wiesel. “Adam, ou le Mystère de l'Être” et “Caïn et Abel : le Premier Génocide” in Célébration biblique, 3–68.
- Jon D. Levenson. Creation and the Persistence of Evil: The Jewish Drama of Divine Omnipotence. San Francisco : Harper & Row, 1988.  (ISBN 0-06-254845-X).

### Usage liturgique
- La Mishna[103] rapporte qu'aux temps du Temple, il avait été instauré par les premiers prophètes 24 « gardes (ma'madot) » qui, lorsque la pluie ne tombait pas, agissaient en alternance. Celles-ci étaient composées de cohanim, leviim et israel.
Lorsque le tour arrivait pour les cohanim et leviim de se rendre au Temple, les Israël se rendaient dans leurs villes, et lisaient le premier récit de la création, à raison du récit de deux parashiyot chaque jour. 
La Guemara[104] explique la relation entre les ma'amadot et la lecture du Ma'asse Bereshit : si les offrandes des ma'amadot n'existaient pas, cieux et terre ne pourraient subsister, ainsi que le déduisent les Sages des aspects implicites du dialogue tenu entre Abraham et Dieu (Gen 15:8-9). Par ailleurs, Rabbi Yehoshoua enseigne, sur base d'une inférence par analogie entre Job 5:9-10 et Isaïe 40:28, qu'un jour de pluie est aussi grand que le jour où furent créés cieux et terre[105]

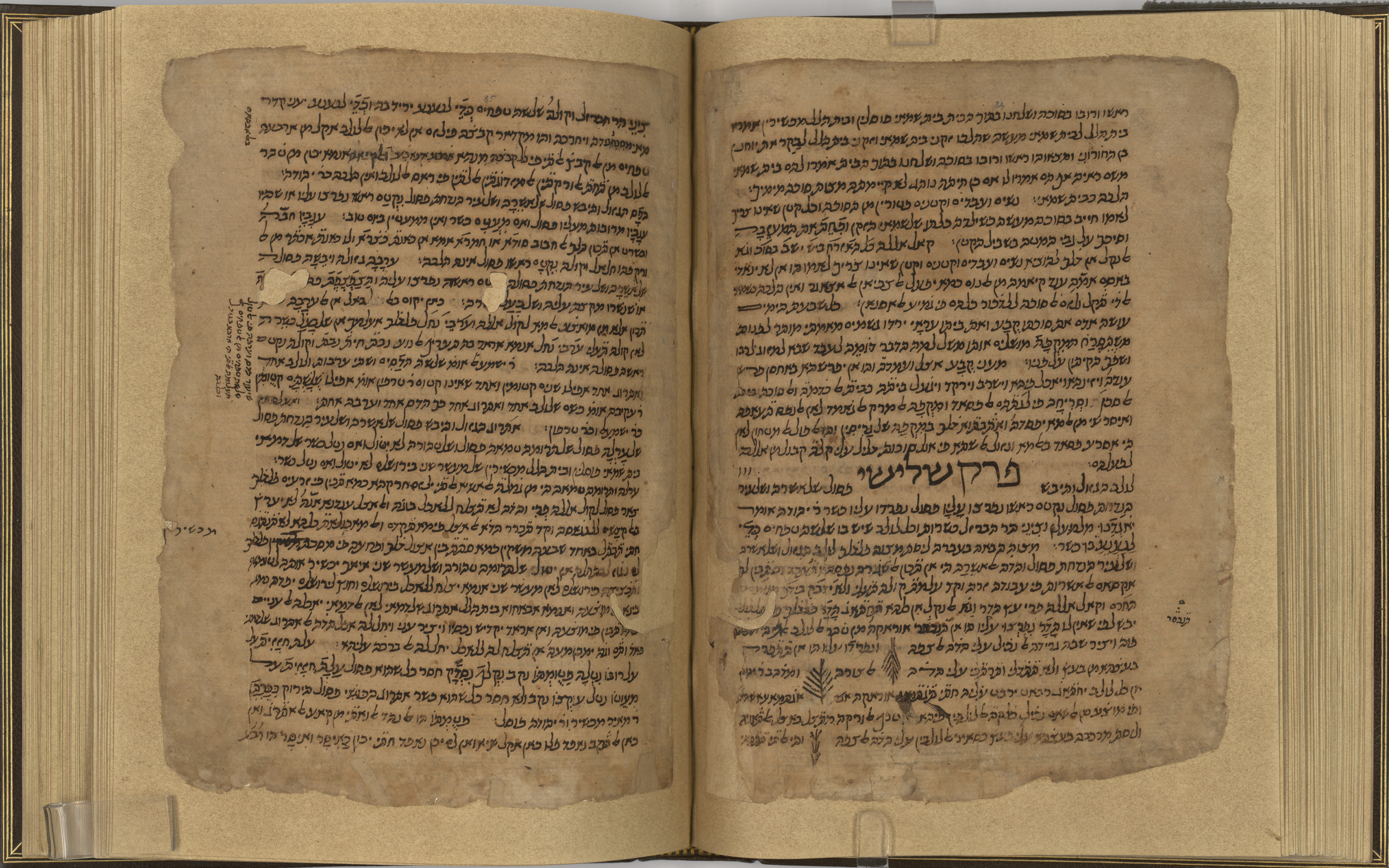
Mishna de Maïmonide, XIIe siècle.

- Mishna de Maïmonide, XIIe siècle.La Mishna [106] enseigne que « […]Celui qui voit des étincelles, des tremblements de terre, le tonnerre des vents ou des éclairs, dit béni Celui dont la force et la puissance emplissent le monde. Celui qui voit des montagnes, des collines, des mers, des rivières, ou des déserts dit béni Celui qui fait l’acte de Création (Baroukh osse matasse bereshit) ». Selon les docteurs du Talmud[107], on le dit aussi en voyant le soleil dans son cycle, la lune dans sa puissance, les étoiles dans la conformation selon laquelle elles furent créées (c'est-à-dire, selon Abaye, lorsque l’équinoxe de Nissan tombe à la minuit du mardi au mercredi, ce qui se produit une fois tous les 28 ans). On le disait pour l’Euphrate lorsqu’il traversait Babylone, avant que les Perses ne le détournent, et, selon Rami bar Abba, pour le Tigre.
- La parashat vayekhoulou hashamaïm (Gen. 2:1-3) est récitée en première partie du Kiddouch de Shabbat le vendredi soir d'après un enseignement de Rava, ou selon d’autres Rabbi Yehoshoua ben Levi : ceux-ci le prescrivent même pour un individu isolé (en absence d'un minyan), car Rav Hamnouna a dit « ne lis pas vayekhoulou (« [cieux et terre] furent achevés ») mais vayekhalou (« ils achevèrent »), » ce qui signifie que celui qui récite ces versets est traité comme s’il était devenu un partenaire de Dieu dans l’acte de la Création[108].

## Bereshit dans la tradition chrétienne
- Selon la division en chapitres effectuée au XIIIe siècle par Étienne Langton et Hugo de Sancto Caro, la section correspondant à Bereshit est découpée comme suit :
  - Chapitre 1 : les six premiers jours de la Création
  - Chapitre 2 : le sabbath et le paradis
  - Chapitre 3 : la chute
  - Chapitre 4 : Caïn et Abel. Seth et ses descendants
  - Chapitre 5 : descendance d'Adam

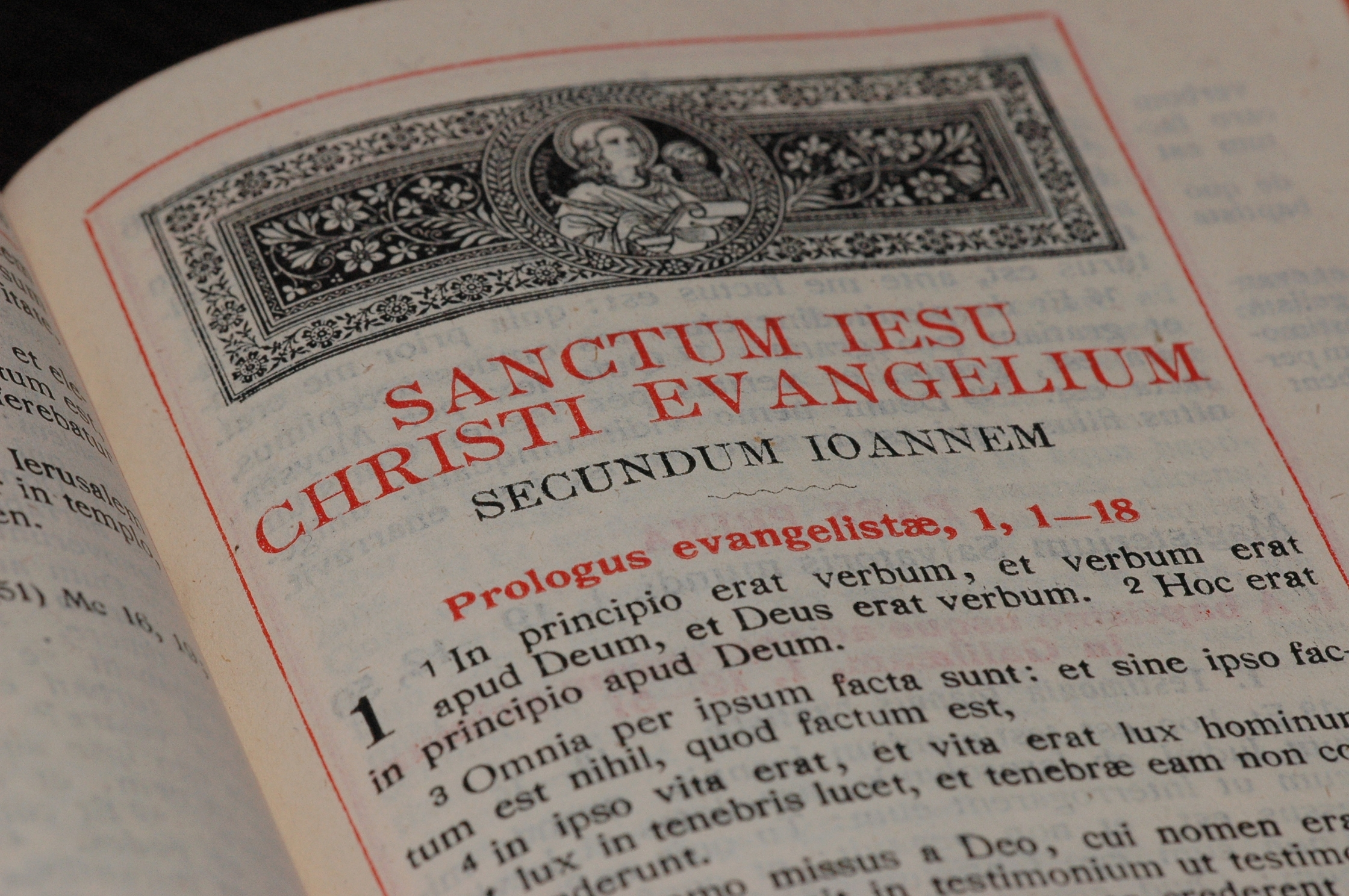
Prologue de l'Evangile selon saint-Jean.

  - Prologue de l'Evangile selon saint-Jean.Chapitre 6 : la corruption de l'humanité (Bereshit s'arrête à 6:8).
- Jean 1:1-5, faisant partie du prologue de l'Evangile selon Jean, s'ouvre avec les mêmes mots qui traduisent le "Bereshit" (Au Commencement) dans la traduction grecque de Genèse (En arkhei). Jean y fait de la Parole de Dieu (le Logos ou Verbe) la source de la Création et traite du thème de la Lumière du Premier jour de la création. La tradition chrétienne fait une équation entre le Logos et Dieu le Fils.
- Louis Segond traduit ici l'« esprit de Dieu; » les chrétiens font de celui-ci la troisième hypostase de la Trinité, le Saint-Esprit.
- Selon l'Épître aux Colossiens 1:15-17, Jésus est le premier-né de toute la création, « car en lui ont été créées toutes les choses qui sont dans les cieux et sur la terre, les visibles et les invisibles, trônes, dignités, dominations, autorités. Tout a été créé par lui et pour lui. Il est avant toutes choses, et toutes choses subsistent en lui. »
- Selon Jean 8:44, Adam était l'image de Dieu mais en se rebellant contre l'autorité de Dieu, il est devenu à l'image du diable. Jésus est le second Adam (1Co.15:45), à l'image de l'homme avant la chute (Ro.8:3) afin de manifester d'une manière éclatante ce que l'homme est appelé à devenir (2Co.3:17-18).
- Apocalypse 12:1-17 narre le combat final contre le « Serpent, » l'associant en outre à l'accusateur, c'est-à-dire le satan, rôle qu'il ne tient pas dans la tradition juive.
- Les généalogies de Jésus (Matthieu 1:1-17, et Luc 3:23-38) répondent à celle d'Adam (Genèse 5[109]).
- La métaphore du Potier, venue de Genèse 2, 7, utilisée par Isaïe et Jérémie, se retrouve en Matthieu 27,10 avec l'achat du « Champ du Potier » comme sépulture pour Judas.

## Bereshitdans la tradition musulmane
- Les récits du paradis et de la chute (Bereshit 2:4-4:1) possèdent des parallèles dans les sourates Al-Baqara 2.30-39, Al-A'raf 19-27, et Ta-Ha 115-123
- Bien que possédant chacun leur développement propre, le récit de Bereshit 4:1-16 est reflété dans la sourate al-Ma'ida 27–32.

## Bereshitdans les études académiques
- L'emploi exclusif du terme Elohim dans le premier récit de la création, alors qu'il apparaît comme YHWH Elohim à partir de Genèse 2:4, a entrainé Julius Wellhausen à formuler l'hypothèse que les premiers chapitres de la Genèse résultent de la juxtaposition de documents originellement distincts et indépendants, fusionnés ultérieurement afin d'unir les populations qui les avaient rédigés. Ainsi Genèse 1:1-2:3 serait la version des Israélites du Nord, le document élohiste, car ils appelaient la divinité Elohim, tandis que Genèse 2:4 et suivants serait celle des Judéens, le document jahviste, car ils la désignaient par le Tétragramme[110].
L'hypothèse documentaire actuelle attribue le rishon à la source P (Priest), sacerdotale, se défendant d'utiliser le Tétragramme, tandis que le sheni proviendrait d'une source non-P[111].

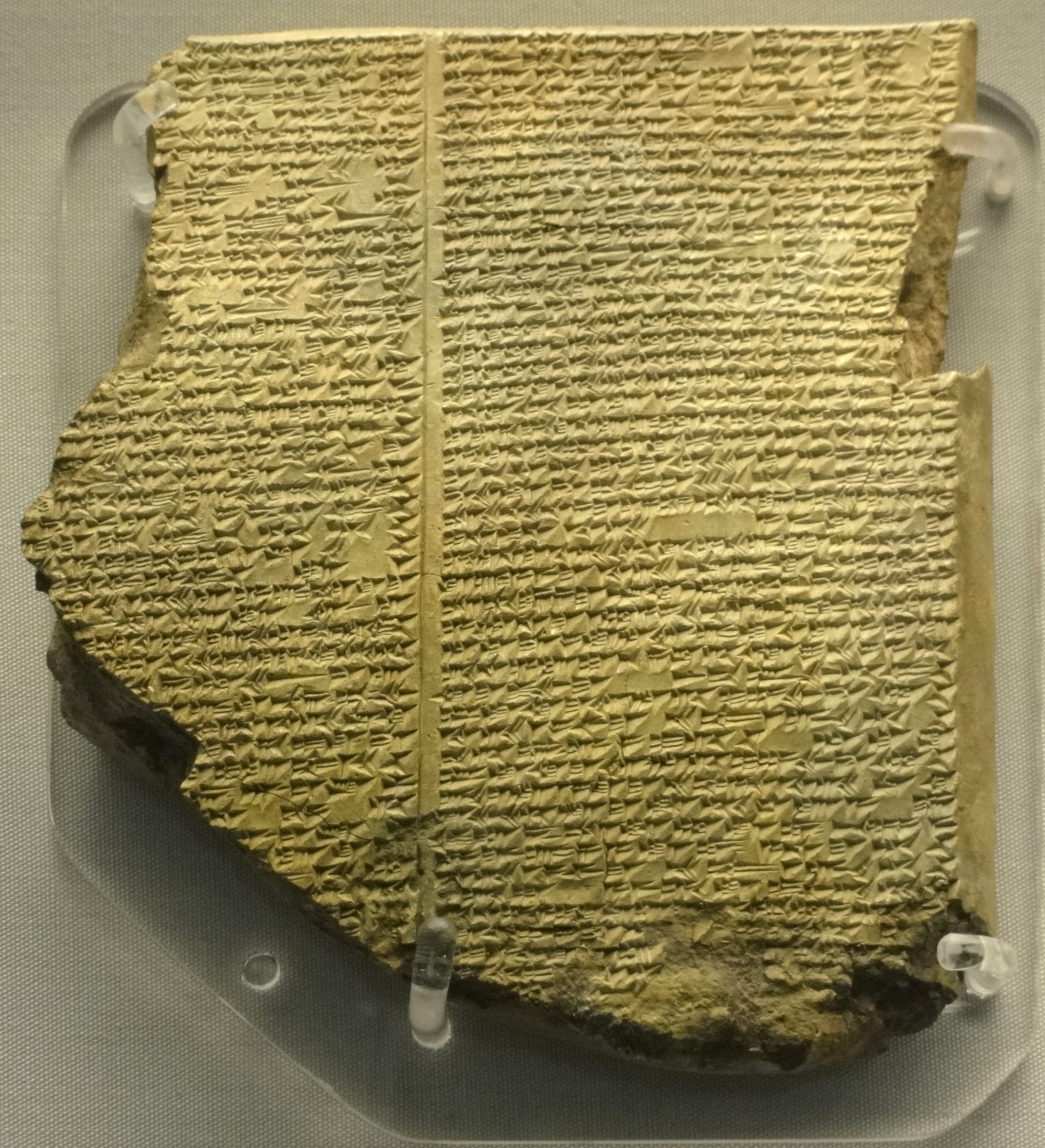
Tablette sur l'épopée de Gilgamesh.

### Parallèles avec des textes sémitiques non-bibliques

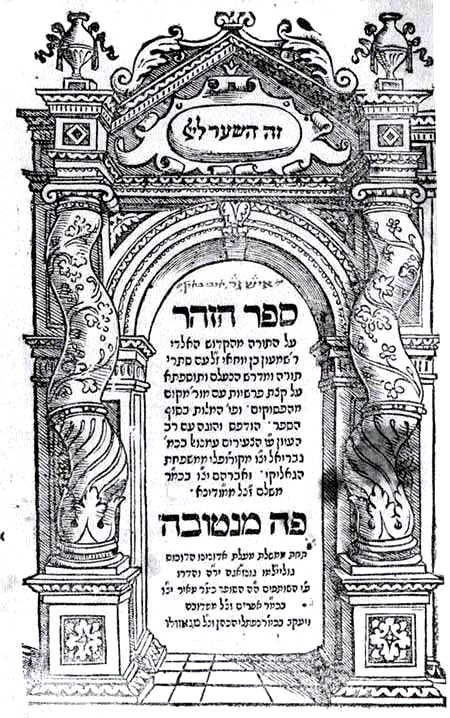
Zohar, Mantoue, 1558.

- Enûma Elish.
- Atrahasis.

### Rabbiniques médiévales
- Zohar 1:1a, 3b, 11b, 15a–59a[112], 59b, 60b, 70b–71a, 73a–b, 76a, 79b–80a, 82b, 85a, 95b, 97a–b, 102b, 103b, 105b, 115a, 124a, 128b, 130b–131a, 138a–b, 141b, 143a–b, 144b, 148b, 154b–155a, 158a, 162b–163a, 165a–b, 166b, 171a, 177a, 179a–b, 184a, 194a, 199b, 208a, 216a, 224a, 227b, 232a, 240a; 2:10a–b, 11b–12a, 15b, 23a, 24b, 27a–b, 28b, 34a, 37a–b, 39a, 51a, 54b–55a, 63b, 68b, 70a, 75a, 79a, 85b, 88a, 90a, 94b, 99b, 103a, 113b, 127b, 147b, 149b, 167a–168a, 171a, 172a, 174b–175a, 184a, 192b, 201a, 207b, 210b–211b, 219b, 220b, 222b, 224b, 226a, 229b–230a, 231a–b, 234b–235a; 3:7a, 9b, 19a–b, 24b, 35b, 39b–40a, 44b, 46b, 48a–b, 58a, 61b, 83b, 93a, 107a, 117a, 148a, 189a, 261b, 298a. Espagne, fin du XIIIe siècle.

### Bereshitdans la littérature médiévale et moderne
Les thèmes de Bereshit, ainsi que certains de ses versets ont inspiré plusieurs ouvrages, parmi lesquels : 
- Beowulf, lignes 99–114, 1255–68. Angleterre, VIIIe–XIe siècle
- Thomas Hobbes. Leviathan, 2:20; 3:34, 36, 38; 4:44. Angleterre, 1651.
- John Milton. Le Paradis perdu. 1667.
- Mark Twain. The Diaries of Adam and Eve (le Journal d'Adam et Ève). Amherst, N.Y.: Prometheus Books, 2000.  (ISBN 1-57392-827-5)
- Thomas Mann. Joseph und seine Brüder. Stockholm: Bermann-Fischer Verlag, 1943.
- John Steinbeck. À l'est d'Éden. Viking Adult, 1952.  (ISBN 0-670-28738-5)
- David Maine. Fallen. St. Martin's Press, 2005.  (ISBN 0-312-32849-4).
- Jean-Marc Rouvière, Brèves méditations sur la création du monde L'Harmattan, 2006 et Adam ou l'innocence en personne L'Harmattan, 2009.
- Patrick Négrier, Le Ma'aseh Bereshît. Esotérisme de Genèse 1-2, 2014, site internet patrick.negrier.perso.sfr.fr